# Ульгілі (Зерендинський район)
Ульгілі́ (каз. Үлгілі) — село у складі Зерендинського району Акмолинської області Казахстану. Входить до складу Байтерецького сільського округу.
Населення — 75 осіб (2021; 175 у 2009, 397 у 1999, 532 у 1989).
Національний склад станом на 1989 рік:
- казахи — 100 %.